# Губерния
Губерния е териториално-административна единица в Руската империя. Въведена е през 1708 г. от цар Петър I и съществува до първото десетилетие на съветския период, до 1929 г. Начело на губернията стои губернатор, назначаван лично от императора. Губернията се дели на области, уезди и волости.
При първата поземлена реформа от 1708 г. с Указ на Петър I са създанени 8 губернии:
- Санктпетербургска (от 1708 до 1710 г. наричана Ингерманландска) – губернатор Александър Данилович Меншиков;
- Московска, с губернатор Тихон Никитич Стрешнев
- Архангелогородска (Архангелска)
- Смоленска
- Киевска
- Казанска
- Азовска
- Сибирска

С течение на времето, поради разширяване на територията и с цел по-добро управление броят на губерниите се увеличава, като през 1719 те стават 11, през 1775 – 23, а по времето на Екатерина II нарастват от 40 до 51.
След Октомврийската революция, по време на Съветска Русия, първоначално се запазва териториалното деление на губернии, но губернаторите и техният апарат са заменени от губернски изпълнителен комитет, избиран от губернски конгрес на Съветите. Някои губернии биват заменяни с национални автономии, а след образуването на СССР (1922 г.) e разработен нов план за административно-териториално деление на страната. Националните автономии се превръщат в Съюзни републики или Съюзни автономни области, които се делят на области, краеве, окръзи, райони и селски съвети. Разделението на губернии е премахнато окончателно през 1929 г.